# Байо Півлянин

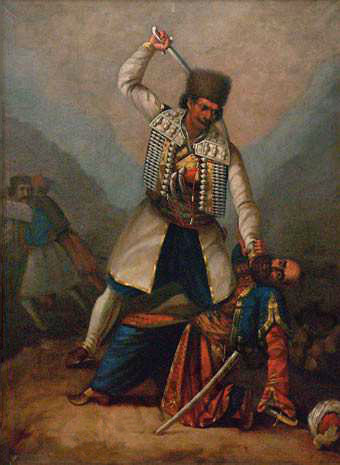
Байо Півлянин вбиває турка. Аксеній Мародич, 1878

Байо (Ніколич) Півлянин (? — 1685) — ватажок чорногорських гайдуків (ускоків) XVII сторіччя. Відомий також як Драгойло.
Вперше згаданий у венеційських джерелах у 1669 році — як учасник війни з османами, що діяв в районі Боки Которської. Потрапив в полон, був перевезений до Пули, але разом зі спільниками втік з-під варти.
Не пізніше 1684 року повернувся до Боки, оселився в селищі Дражин Врт, де збереглася так звана «вежа Байо Півлянина».

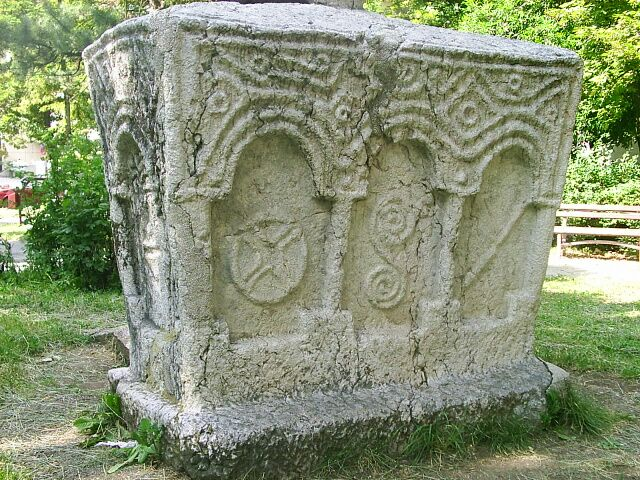
Надгробок Байо Півлянина біля Влашської церкви в Цетинє

На початку травня 1865 року зібраний Півлянином за венеційською допомогою загін гайдуків був розбитий Сулейман-пашею біля гори Вртієлька. Сам Байо загинув в бою.
Похований у Влашській церкві в Цетинє.